# إنريكو كاروسو

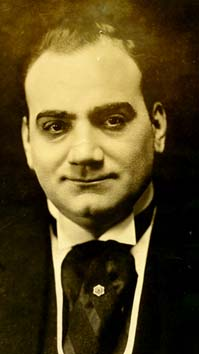
إنريكو كاروسو

إنريكو كاروسو (25 فبراير 1873 - 2 أغسطس 1921) مغني أوبرا إيطالي. لقي إشادة كبيرة في دور الأوبرا الكبرى في أوروبا وأمريكا الشمالية والجنوبية. سجل كاروسو أيضاً ما يقرب من 290 تسجيلاً تجارياً لصوته، حيث بدأ في بداية 1902 في إيطاليا و استمر من 1904 حتى 1920 في الولايات المتحدة. جميع التسجيلات المعروفة له تتوفر اليوم على أقراص مدمجة.

## روابط خارجية
- إنريكو كاروسو على موقع IMDb (الإنجليزية)
- إنريكو كاروسو على موقع الموسوعة البريطانية (الإنجليزية)
- إنريكو كاروسو على موقع ميوزك برينز (الإنجليزية)
- إنريكو كاروسو على موقع إن إن دي بي (الإنجليزية)
- إنريكو كاروسو على موقع أول ميوزيك (الإنجليزية)
- إنريكو كاروسو على موقع ديسكوغز (الإنجليزية)
- إنريكو كاروسو على موقع قاعدة بيانات الفيلم (الإنجليزية)